# Gloria Prat
Gloria Prat fue una actriz de cine, teatro y televisión argentina.

## Carrera
Prat fue una reconocida actriz que tuvo su momento de auge en la cinematografía y el teatro argentino durante las décadas de 1960 y 1970. Inició su carrera tras elegidas entre actrices poco conocidas que pudieron adaptarse al presupuesto de películas de aquel momento.
En cine fue la actriz "fetiche", junto con Susana Beltrán, del director Emilio Vieyra con quien trabajó en siete películas suyas, dándole la oportunidad de actuar con estrellas de la talla de Norberto Aroldi, Osvaldo Pacheco, Ricardo Bauleo, Soledad Silveyra, Federico Luppi y Sandro, entre otros.
Durante 1965 fue detenida junto con Emilio Vieyra por filmar escenas de desnudos para el filme Placer sangriento.
En televisión fue parte del personal del programa humorístico La tuerca en 1965, y posteriormente en La butaca del batuque  en 1970.
En teatro integró compañías de comedias durante la época dorada del género revisteríl del Teatro Maipo durante la dirección de Carlos A. Petit.

## Filmografía[3]
- 1971: Así es Buenos Aires.
- 1970: Gitano
- 1968: Sangre de vírgenes
- 1967: La bestia desnuda
- 1967: El ABC del amor (episodio Noche terrible)
- 1967: Placer sangriento
- 1966: La venganza del sexo

## Televisión
- 1970/1971: La butaca del batuque.
- 1965/1970: La tuerca.

## Teatro
- 1969: Buenos Aires 2001 - Teatro Maipo junto a Jorge Porcel, Hilda Mayo, Alberto Anchart, Liana Dumaine, Gladys Lorens, Elvia Evans, Pedro Sombra, Extraña Dimensión, Ruth Durante, Adriana Parets, Domingo Barbieri, Mario Medrano, Jorge Luz, Yely Denoyer, Betina Escobar, Alicia Dora y Los Bombos Tehuelches.
- Las 40 Primaveras (1968) - Teatro Maipo junto a Osvaldo Pacheco, Zaima Beleño , Jorge Porcel, Juan Carlos Altavista, Pochi Grey, Larry Dixon, Adriana Parets, Pedro Sombra, El Cuarteto Federico Grela, Ada Zanet, Gladys Lorenz, Lizzy Lot, Tita Coel, Yeli Denoyer, Sonia Grey, Ginette, Violeta Rivas, Néstor Fabián, Daniel Riolobos y Los Cinco Latinos.
- El Maipo en Luna Nueva (1968) - Teatro Maipo junto a Jorge Porcel, Don Pelele, Alberto Anchart, Norma Pons, Mimí Pons, Carlos Scazziotta, Pedro Sombra, Rocky Pontoni, Katia Iaros, Mario Medrano, Betina Escobar, Adriana Parets, Eneri Carvajal, Alicia Dora y Susy Marco - Dirección: Carlos A. Petit.[4]
- 1968: Escándalo en el Maipo - Teatro Maipo junto a Jorge Porcel, Hilda Mayo, Alberto Anchart, Liana Dumaine, Gladys Lorens, Elvia Evans, Pedro Sombra, Extraña Dimensión, Ruth Durante, Adriana Parets, Domingo Barbieri, Mario Medrano, Jorge Luz, Yely Denoyer, Betina Escobar, Alicia Dora y Los Bombos Tehuelches.
- ¡Patotero, rey del bailongo!, junto con Jorge Lafuente y Elena Guido.